# Fermín Lasuen

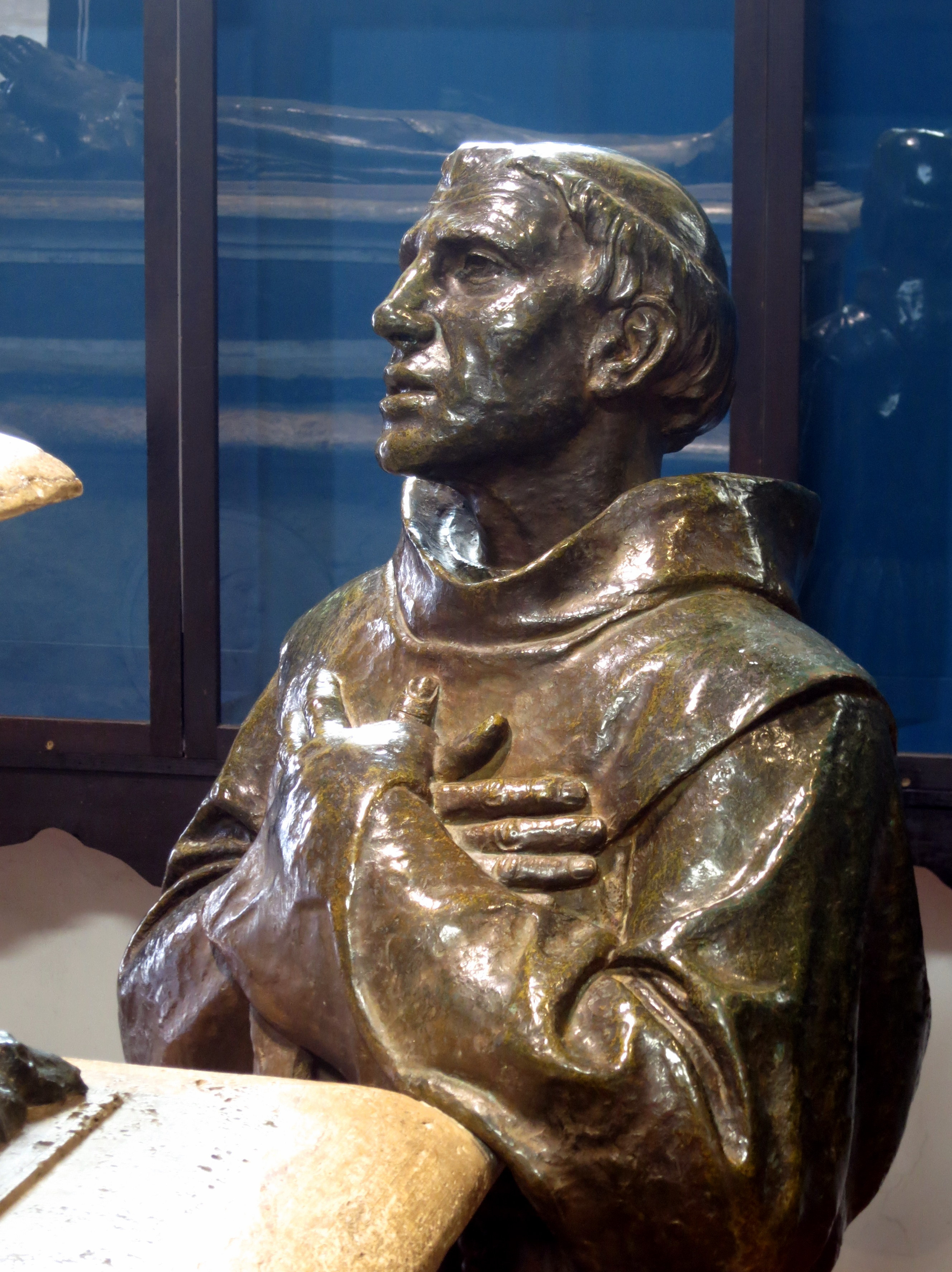
Fray Fermín Lasuén, como se muestra en un cenotafio hecho por Fray Juniperro Serra.

Fray Fermín Francisco Lasuen y Arasqueta (Vitoria, Álava, España, 7 de junio de 1736 - † Carmel-by-the-Sea, Alta California, virreinato de Nueva España, 26 de junio de 1803), fue un fraile y misionero franciscano español. Fue sucesor de fray Junípero Serra y el principal promotor de las misiones españolas de California.

## Primeros años
Fue hijo de Lorenzo Lasuen Aspiunza y María Francisca de Arasqueta Murúa. Fue bautizado el 8 de julio.
Fue instituido fraile el 19 de marzo de 1751 en el convento de San Francisco de la capital alavesa. 
A la edad de 23 años se embarcó el 5 de septiembre junto con otros 18 religiosos entre ellos hacia las misiones americanas como parte de los franciscanos de "propaganda fide", donde sería educado, y ordenado sacerdote en el Colegio de San Fernando (México) el 17 de marzo de 1767. Fue destinado a las misiones de sierra Gorda en Nueva España, actual México, hasta el año 1767. Luego fue enviado a la Península de Baja California, especialmente a la Misión San Francisco Borja y la evangelización de los cochimíes, donde permaneció 5 años. En 1773, llegaron los dominicos a hacerse cargo de las misiones de California, actual Baja California, por lo que fue enviado en 1774 por Junípero Serra a la Alta California (actual California en EE. UU.), donde fue destinado a a Misión de San Gabriel Arcángel.
En 1775 recibió la orden de fundar una misión entre la Misión de San Diego de Alcalá y la de San Gabriel, y en 1776, fue enviado a San Diego, donde permaneció hasta la muerte de fray Junípero Serra. Fue nombrado su sucesor y presidente de las nuevas misiones en febrero de 1785.  
Para el cumplimiento de la orden de fundar la primera misión el 21 de enero de 1797 después de haber explorado y conocido la región, y viendo opciones, fundó la Misión de San Juan Capistrano.
Como presidente de las misiones conservó y aumentó las fundadas por Junípero Serra, con otras nueve nuevas misiones, que a la postre, hoy son grandes ciudades norteamericanas de la costa de California. 
Lasuén destaca por ser fundador de misiones, y un administrador modelo. Procuró la autosuficiencia de las misiones, así como escuelas para los naturales y lugares de recepción de viajeros. Lideró la formación de los indígenas en las necesidades básicas para mejorar sus condiciones personales y colectivas. Les enseño a cultivar, construcción de canales y pozos de agua, y su educación cultural y religiosa, incluyendo hasta 50 oficios distintos. Elevó el sistema de las fundaciones al más alto grado de eficacia, prosperidad e influencia. Serra fue el pionero, y a Lasuén se debe el apogeo del progreso técnico y económico de la Alta California. Así  las misiones producían cuero, vasijas, cestos, mantas, sillas de montar, jabón, velas, aceituna, legumbres, limoneros, almendros, nogales, higueras, palmas, vid.
Fundó nueve misiones donde el estilo arquitectónico misional lo hizo presente conjugando el arte de los indígenas locales con el estilo europeo creando un nuevo estilo arquitectónico.
- La Misión de Santa Bárbara, que dio a la ciudad del mismo nombre;
- La Misión de la Purísima Concepción, en el valle de Lompoc;
- La Misión de la Santa Cruz, que dio lugar a la ciudad de Santa Cruz;
- La Misión de Nuestra Señora de la Soledad;
- La Misión de San José de Guadalupe, origen de la ciudad de San José;
- La Misión de San Juan Bautista, origen de la población del mismo nombre;
- La Misión de San Fernando Rey, origen de la Ciudad de San Fernando;
- La Misión de San Luis Rey, también origen de una población con el mismo nombre.

Fermín Lasuén falleció en la misión de San Carlos en el año 1803. Después de su fallecimiento se fundaron solo 3 misiones más. Lasuén es factor base en Misiones españolas en California.